# Прокламация об освобождении рабов
«Прокламация об освобождении рабов» — документ, состоящий из двух указов Авраама Линкольна, изданных во время гражданской войны в США. Первый указ, изданный 22 сентября 1862 года, объявлял свободными всех рабов в любом штате США, не возвратившемся в состав США до 1 января 1863 года. Второй указ, изданный 1 января 1863 года, назвал 10 отдельных штатов, на которые будет распространяться отмена рабства. Линкольн имел право издавать такие указы как «главнокомандующий армией и флотом Соединённых Штатов» (см. Статья II, Раздел 2, Конституция США).
Прокламация об освобождении рабов была подвергнута критике, потому что она освобождала рабов только на территориях, где США не имели власти. Тем не менее, прокламация принесла свободу тысячам рабов в день, когда она вступила в силу, в девяти из десяти штатов, на которые она распространялась (Техас был единственным исключением).
Тринадцатая поправка к Конституции США, освободившая рабов во всех штатах, была принята незадолго до окончания Гражданской войны 31 января 1865 года.